# Зрілий вік
Вік розуму (фр. L'âge de raison), в українському перекладі «Зрілий вік» — роман Жана-Поля Сартра, перша частина недописаної тетралогії Шляхи свободи (фр. Les chemins de la liberté).

## Сюжет
Дія роману відбувається в Парижі кінця 1930-х, розповідь зосереджується на трьох днях з життя 34-річного викладача філософії на ім'я Матьє. Коханка героя, Марсель, повідомляє йому, що вагітна, і вони домовляються, що вона зробить аборт. Причини такого рішення з боку Матьє — страх «богемного» Матьє за те, що у разі появи дитини йому доведеться вступити в « буржуазний» шлюб; до того ж у нього гудить роман зі студенткою Івіш — сестрою Бориса, колишнього учня Матьє, сина білих емігрантів із Росії.
Матьє шукає гроші, щоб заплатити за аборт (що є незаконним у тодішній Франції). Його знайомий, Даніель, а також брат Матьє, Жак, небідний юрист, по черзі відмовляють герою в грошах і радять залишити дитину та одружитися. Зрештою Матьє краде потрібну суму в 5000 франків у Лоли, коханки Бориса. Однак коли Матьє приносить Марсель гроші, то у них відбувається розрив.
На завершення Матьє відвідує Даніель і приносить назад 5000 франків. Даніель також повідомляє Матьє несподівані для того речі — він, Даніель, гомосексуал, і що він готовий одружитися з Марселем і незабаром шлюб, і що вони залишать собі дитину від Матьє.
Матьє приходить до висновку, що поведінка Даніеля, спонтанна і до кінця не зрозуміла самому Даніелю, і є поведінка вільної людини, на відміну від самого Матьє, який завжди лише «реагує», а не «діє». Матьє болісно осягає протягом роману, що завжди шукав бути «вільним від усього», тоді як свобода можлива виключно як свобода «від… для…».

## Філософія роману
Зрілий вік — художнє дослідження Сартром своєї концепції про те, що свобода, якою б неприємною вона була — спочатку властива людині, і що усвідомлене оволодіння нею — єдина й остаточна мета існування. Роман — ілюстрація розуміння Сартром абсолютної свободи через подання докладного звіту психології характерів, які у пошуках «справді вільних» рішень і готових визнати, що вони вже вільні.
Книга багато в чому біографічна: Матьє — сам Сартр; Борис — Жак-Лоран Бо (учень Сартра); Івіш — Ольга Козакевич; Марсель — образ, підказаний Симоною де Бовуар.